# Исламей (танец)
Исламей (кабард.-черк. ислъэмей, адыг. ислъамый) — адыгский (черкесский) народный танец. Танцевальная мелодия исполняется на гармони, скрипке и в сопровождении пхачича (трещотка из 4—5 деревянных пластинок). Художественную интерпретацию исламея дал композитор М. А. Балакирев в своей восточной фантазии «Исламей» для фортепиано (1869).